# International Opera Awards
International Opera Awards – międzynarodowa nagroda w zakresie twórczości operowej, przyznawana corocznie przez The Opera Awards Foundation. Została ufundowana w 2013. Jej twórcą był Harry Hyman, brytyjski biznesmen, filantrop i miłośnik opery oraz John Allison, redaktor czasopisma Opera.

## Kategorie
Nagroda przyznawana jest w około 20 kategoriach. Zgłoszenia mają charakter otwarty i odbywają się za pomocą formularza internetowego. Następnie rozpatrywane są przez jury złożone z krytyków operowych i organizatorów. Zwycięzcy są wyłaniani w głosowaniu tajnym, z wyjątkiem kategorii czytelników czasopisma Opera (Opera Magazine Readers’ Award), która jest rozstrzygana w drodze głosowania publicznego.

## Ceremonia wręczenia
Pierwsze wręczenie nagrody odbyło się w Londynie, 22 kwietnia 2013 w hotelu Hilton. Kolejne uroczystości miały miejsce w następnych latach, w kwietniu lub w maju.
W 2015 i 2016 nagroda była wręczana w trakcie spektaklu teatralnego w Savoy Theatre w Londynie, na którym zaprezentowano występy zwycięzców i finalistów poprzednich edycji konkursu oraz innych wybitnych wykonawców operowych. W 2017 i 2018 uroczystość odbyła się w London Coliseum Theatre.
Gospodarzem ceremonii wręczenia nagrody w latach 2016–2018 był prezenter BBC Radio 3 Petroc Trelawny.

## Polskie akcenty
- 2014 – Andrzej Czajkowski: The Merchant of Venice (Kupiec wenecki) (inscenizacja Bregenz Festival) w kategorii „światowa premiera roku” (World Premiere)[2]
- 2015 – Aleksandra Kurzak – nagroda czytelników czasopisma Opera (Opera Magazine Readers’ Award)[3]
- 2017 – Władysław Żeleński: Goplana (inscenizacja Teatru Wielkiego w Warszawie) w kategorii „dzieło ponownie odkryte” (Rediscovered Work)[4]
- 2018 – Piotr Beczała w kategorii „śpiewak roku” (Male Singer), Mariusz Treliński w kategorii „reżyser roku” (Director)[5]
- 2019 – Waldemar Dąbrowski w kategorii „dyrektor roku” (Leadership)[6]
- 2020/2021 – Małgorzata Szczęśniak w kategorii „scenograf roku” (Designer), Sir David Pountney w kategorii „dyrektor roku” (Leadership), Jakub Józef Orliński: Facce d’amore (Erato) w kategorii „nagranie (recital solowy) (Recording <Solo Recital>), Stanisław Moniuszko: Paria (inscenizacja Teatru Wielkiego im. Stanisława Moniuszki w Poznaniu) w kategorii „dzieło ponownie odkryte” (Rediscovered Work)[7]
- 2023 Stanisław Moniuszko: Jawnuta (inscenizacja Teatru Wielkiego im. Stanisława Moniuszki w Poznaniu) w kategorii „dzieło ponownie odkryte” (Rediscovered Work), Andrzej Filończyk w kategorii "młody artysta" (Young Singer). Gala nagrody odbyła się 9 listopada 2023 w Teatrze Wielkim - Operze Narodowej w Warszawie[8].